# Rheita (kráter)

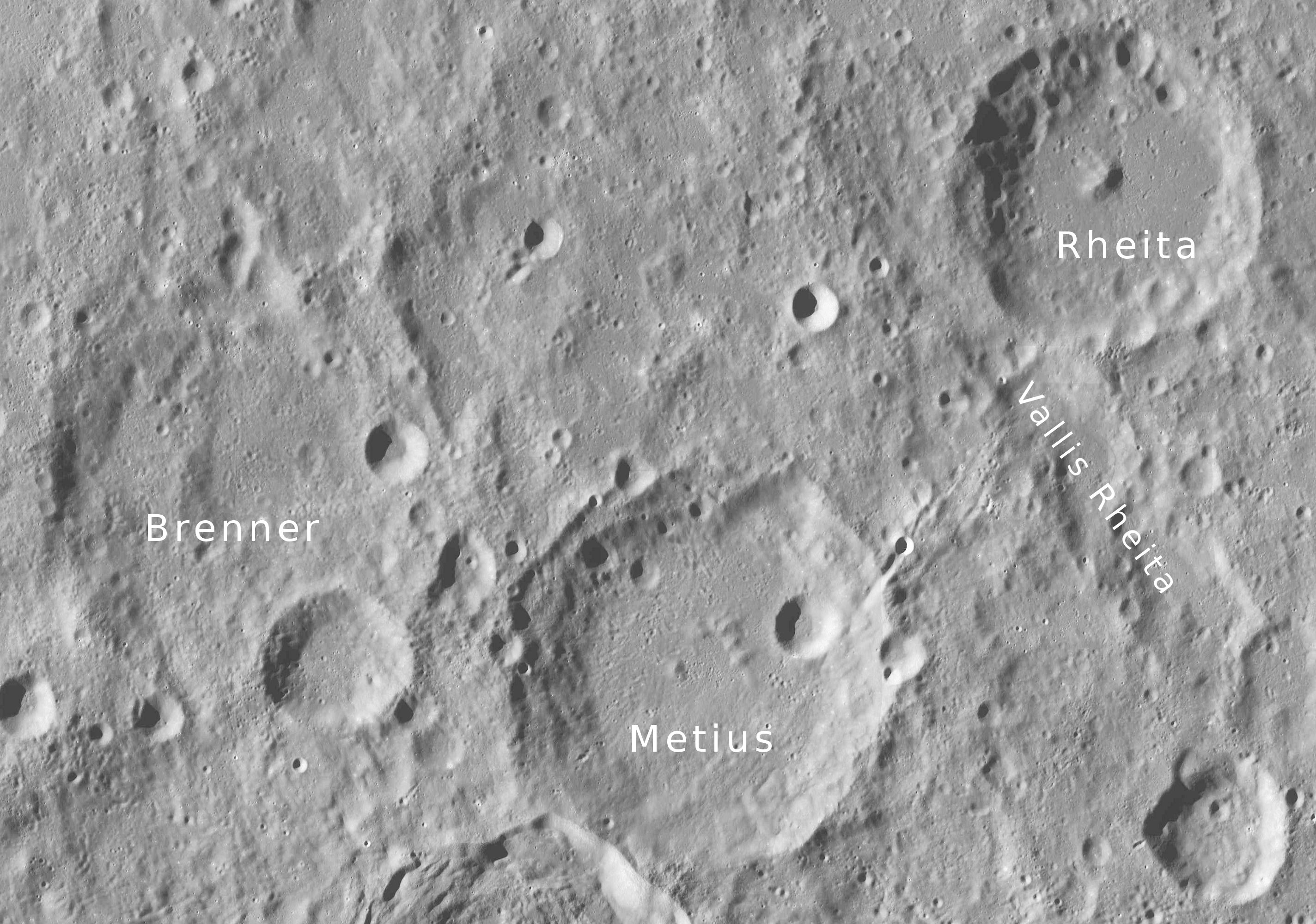

Rheita je měsíční impaktní kráter, nacházející se v jihozápadním sektoru Měsíce. Leží na severovýchod od kráteru Metius a na severozápad od Younga. Jihozápadní okraj překrývá okraj Vallis Rheita, dlouhé měsíční údolí táhnoucí se přes 450 kilometrů na linii vedoucí od severovýchodu k jihozápadu. V nejširším bodě je údolí široké 25 kilometrů a hluboké kilometr.

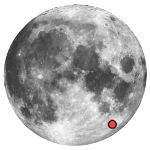
Poloha kráteru

Okraj Rheity je dobře ohraničený ostrým lemen a řadovou vnitřní stěnou. Okraj přesahuje o něco menší kráter na východ a v severní stěně je pár malých kráterů. Dno kráteru je ploché a má centrální vrchol.
Kráter nese jméno po Antonínu M. Šírkovi z Rejty.